# Ever［blue］
「ever[blue]」（エヴァー・ブルー）は、ROUAGEのメジャー5枚目のシングル。1997年8月27日発売。マーキュリー・ミュージックエンタテインメント（現・ユニバーサルミュージック）よりリリース。

## 解説
- テレビ朝日「深夜水族館」エンディングテーマ。
- 「白い闇」、「insomnia」に次ぐ第3位のセールスを記録。

## 収録曲
1. ever[blue]
  - 作詞:KAZUSHI/作曲:RIKA/編曲:ROUAGE+SOUL TOUL
2. 華の生命
  - 作詞・作曲:KAZUSHI/編曲:SOUL TOUL